# Si yo dirigiera el Zoológico
 Si yo dirigiera el Zoológico  es un libro infantil escrito por Dr. Seuss en 1950.
El libro está escrito en versos e ilustrado en tinta y pluma, estilo típico de Seuss. El libro es un tributo a la imaginación de un niño, porque termina con un recordatorio de que todas las criaturas extraordinarias sólo existen en la cabeza McGrew, el personaje principal.
A menudo se le adjudica a Si yo dirigiera el Zoológico ser el primer libro impreso con el uso moderno del término "Nerd" en la frase "And then, just to show them, I'll sail to Ka-Troo/And Bring Back an It-Kutch, a Preep, and a Proo,/A Nerkle, a Nerd, and a Seersucker too!"

## Argumento
En el libro, John Joven un niño que un día visita un zoológico, y considera que los animales exóticos no son "lo suficientemente buenos". Expresa que si él dirigiera el zoológico dejaría a todos los animales actuales libres y buscaría otros nuevos pero más extraños y exóticos. A lo largo del libro, John enumera estas criaturas, empezando por un Hipopótamo con diez pies, luego va escalando hacia seres más imaginarios, como el Bippo El Hipopótamo, "el ave más grande del mundo, desde la isla de Alexandria Luisiana, que come solo los árboles de pino, y escupe la corteza ".
Las ilustraciones también se hacen más locas y salvajes a medida que Joven se imagina yendo a hábitats cada vez más remotos y exóticos y capturando criaturas cada vez más imaginarias, llevando a todos a un zoológico lleno con sus nuevos animales salvajes. También imagina los elogios que recibe de los demás, que se asombran de su nuevo zoológico " El Zoológico Joven".

## Personajes en otros medios de comunicación
Algunos de los animales que aparecen en Si yo dirigiera el Zoológico formaron parte de un segmento de La carretera Hoober-Bloob (The Hoober-Bloob Highway), un especial de televisión en   1975 de CBS. En este segmento, los hijos de Hoober-Bloob no tienen que ser humanos si ellos no lo deciden, por eso el Sr. Hoober-Bloob les muestra una variedad de animales diferentes, incluyendo algunos que aparecen en Si yo dirigiera el Zoológico, como por ejemplo: Obsk, Bippo-No-Bungus, el bicho helicóptero, los Chuggs, las gallinas que se posan unas sobre las otras y el elefante-gato.

## Parque temático de atracciones

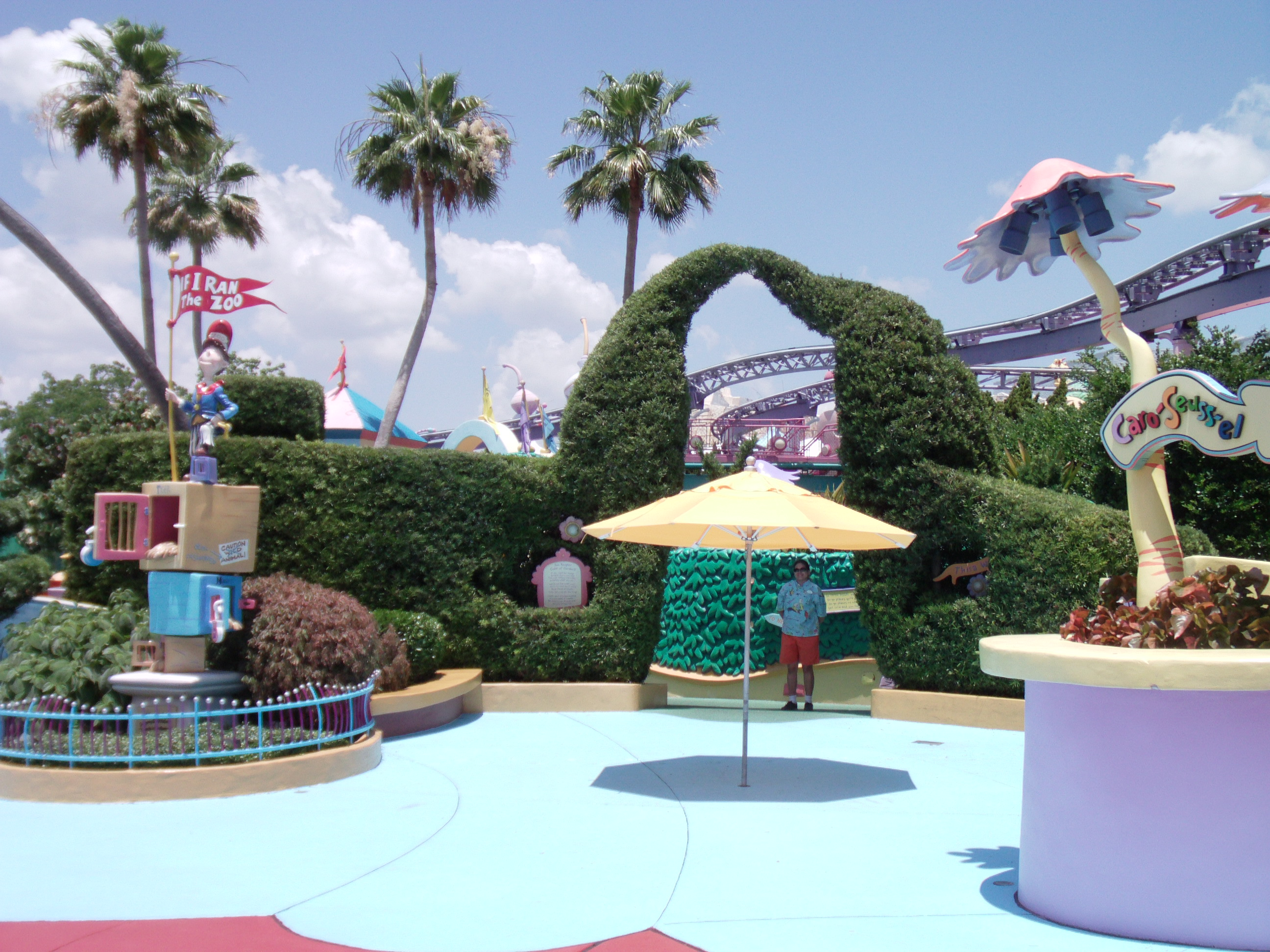
Parque temático de atracciones en Islands of Adventure.

Si yo dirigiera el Zoológico el libro de Dr. Seuss también es el tema principal de una de las áreas de juego infantil en Universal Studios, la Islands of Adventure. La pequeña zona de juegos se encuentra dentro del área del parque conocida como Seuss Landing, y está tematizado a la forma del Dr. Seuss.